# На първо място (албум)
„На първо място“ е първият дебютен албум на българската попфолк певица Цветелина Янева. Той излиза на 5 октомври 2010 г., на рождения ден на певицата. Десетки изпълнители аплодираха Цветелина Янева. На същата дата Цветелина прави промоция на албума в клуб „Sin City“, София. В албума са включени 16 песни. 

## Песни
| Песен                      | Музика               | Аранжимент           | Текст            |
| -------------------------- | -------------------- | -------------------- | ---------------- |
| Влез (дует с Ionut Cercel) | Кости Йонита         | Кости Йонита         | Росен Димитров   |
| На първо място             | Калин Димитров       | Калин Димитров       | Лиляна Димова    |
| За контакти                | Кости Йонита         | Кости Йонита         | Росен Димитров   |
| Всичко                     | Велислав Драганински | Велислав Драганински | Мариета Ангелова |
| Момиче за всичко           | Велислав Драганински | Велислав Драганински | Росен Димитров   |
| Да обичаш безразличен      | Hristos Kemanetzidis | Даниел Ганев         | Мариета Ангелова |
| Искаш война                | Велислав Драганински | Велислав Драганински | Лиляна Димова    |
| Преди да свикна            | Георги Янев          | Георги Янев          | Мариета Ангелова |
| Авторът е друг             | Ангел Ефтимов        | Ангел Ефтимов        | Росен Димитров   |
| Ранявай ме                 | Даниел Ганев         | Даниел Ганев         | Росен Димитров   |
| Три минути (с 032)         | Светослав Лобошки    | Светослав Лобошки    | Мариета Ангелова |
| На първа среща             | Георги Янев          | Ангел Ефтимов        | Мариета Ангелова |
| Празна стая                | Велислав Драганински | Велислав Драганински | Росен Димитров   |
| Открадната любов           | Светослав Лобошки    | Светослав Лобошки    | Мариета Ангелова |
| Като вирус                 | Георги Янев          | Ангел Ефтимов        | Мариета Ангелова |
| На практика                | Велислав Драганински | Велислав Драганински | Росен Димитров   |

## Видеоклипове
| Видеоклип        | Премиера   | Албум          | Режисьор                |
| ---------------- | ---------- | -------------- | ----------------------- |
| Открадната любов | 18.07.2008 | На първо място | Тенчо Янчев             |
| Ранявай ме       | 30.12.2008 | На първо място | Людмил Иларионов – Люси |
| Три минути       | 07.04.2009 | На първо място | Николай Скерлев         |
| Авторът е друг   | 30.04.2009 | На първо място | Людмил Иларионов – Люси |
| На първа среща   | 29.06.2009 | На първо място | Николай Скерлев         |
| Като вирус       | 03.09.2009 | На първо място | Николай Скерлев         |
| Искаш война      | 27.11.2009 | На първо място | Николай Скерлев         |
| Момиче за всичко | 08.02.2010 | На първо място | Николай Скерлев         |
| Всичко           | 12.04.2010 | На първо място | Николай Нанков          |
| Празна стая      | 20.05.2010 | На първо място | Николай Нанков          |
| За контакти      | 11.07.2010 | На първо място | Николай Нанков          |
| Влез             | 24.09.2010 | На първо място | Николай Нанков          |

## ТВ Версии
| Видеоклип             | Албум          | Програма                                   |
| --------------------- | -------------- | ------------------------------------------ |
| Открадната любов      | На първо място | Коледна програма „Приказна Коледа“         |
| Да обичаш безразличен | На първо място | Новогодишна програма „Новогодишна виелица“ |
| Преди да свикна       | На първо място | Коледна програма „Коледен подарък“         |
| Искаш война           | На първо място | Новогодишна програма 2009                  |
| Празна стая           | На първо място | Промоция „Официално забранен“              |

## Музикални изяви

### Участия в концерти
- 7 години телевизия „Планета“ – изп. Открадната любов“
- Награди на телевизия „Планета“ за 2008 г. – изп. „Авторът е друг“
- Награди на списание „Нов фолк“ за 2008 г. – изп. „Три минути“
- Пирин фолк 2009 – изп. „Живи икони“ и „Всеотдайност“
- 8 години телевизия „Планета“ – изп. „Три минути“
- Награди на телевизия „Планета“ за 2009 г. – изп. „Искаш война“
- Награди на списание „Нов фолк“ за 2009 г. – изп. „Момиче за всичко“
- 20 години „Пайнер“ – изп. „Момиче за всичко“
- Турне „Планета Дерби“ 2010 – изп. „Три минути“, „Искаш война“, „Празна стая“, „За контакти“ и „Момиче за всичко“
- 9 години телевизия „Планета“ – изп. „Влез“ и „На практика“